# Metropolija Grouard-McLennan
Metropolija Grouard-McLennan je rimskokatoliška metropolija s sedežem v McLennanu (Alberta, Kanada); ustanovljena je bila leta 1967.
Metropolija zajema naslednje (nad)škofije:
- nadškofija Grouard-McLennan,
- škofija Mackenzie-Fort Smith in
- škofija Whitehorse.

## Metropoliti
- Henri Routhier (13. julij 1967-21. november 1972)
- Henri Légaré (21. november 1972-16. julij 1996)
- Henri Goudreault (16. julij 1996-23. julij 1998)
- Arthé Guimond (9. junij 2000-danes)